# Tomografia computada per emissió de fotó simple
La tomografia computada per emissió de fotó simple (o, més senzillament, tomografia per emissió de fotó simple) o tomografia d'emissió monofotònica o tomografia per emissió de fotó únic, també anomenada SPECT (de l'anglès Single photon emission computed tomography), és una tècnica d'imatgeria mèdica nuclear tomogràfica que permet realitzar imatges i reconstruccions en tres dimensions dels òrgans i del seu metabolisme per mitjà d'un conjunt de gammacàmeres que giren al voltant del pacient. És un procediment de medicina nuclear fonamentat en la utilització de detectors de centelleig no convencionals que permeten la distribució tridimensional del radiotraçador en l'òrgan estudiat, i que ha demostrat la seva eficàcia en l'estudi de diverses afeccions cardíaques i del sistema nerviós central.
Per poder efectuar una tomografia d'aquest tipus, cal injectar al pacient un producte radioactiu que emet radiacions gamma, constituïdes per fotons, que és el que es mesura. Aquest producte jugarà, doncs, el paper de traçador fixant-se sobre l'òrgan que hom cerca il·lustrar. L'emissió d'aquests fotons s'atenua quan travessen els diferents teixits de l'organisme. Es tracta, doncs, de trobar l'activitat emesa per cada punt de l'òrgan observat, tot corregint aquest fenomen d'atenuació. Aquesta correcció permet obtenir amb precisió l'activitat reconstruïda i, per tant, de quantificar-la.
El principi de la tomografia computada per emissió de fotó simple (SPECT) és similar al de la tomografia per emissió de positrons (TEP). La diferència principal és que en la TEP es detecta un parell de fotons. En la SPECT, no es detecta més que un sol fotó. Les imatges de la TEMF són, doncs, menys precises, però no requereixen que el traçador emeti positrons.